# Полом (Білохолуницький район)
Поло́м (рос. Полом) — село у складі Білохолуницького району Кіровської області, Росія. Адміністративний центр Поломського сільського поселення.

## Населення
Населення поселення становить 690 осіб (2010, 811 у 2002).
Національний склад станом на 2002 рік — росіяни 97 %.

## Історія
Село було засноване 1553 року. 1595 року тут була збудована церква на честь пророка Іллі, село увійшло до складу Вобловицької волості Слободського повіту Вятської землі. 1629 року село згадується як Спасо-Вобловицьке, 1679 року — як Спаський Полом. Станом на 1893 рік село було центром Редькінської волості Слободського повіту Вятської губернії. До 1908 року село називалось Вобловицьке, потім — Вобловиця. У період 1935-1955 років село було центром Поломського району.

## Персоналії
- Шутов Євген Юхимович (1926—1995) — російський актор.